# Флавий Филипп
Флавий Филипп (лат. Flavius Philippus) — государственный деятель Римской империи середины IV века, консул 348 года.

## Биография
Филипп имел скромное происхождение — его отец был мясником, однако он выучился грамоте и стал нотарием. Около 344 года он стал префектом претория Востока. Либаний приписывает его продвижение влиянию придворных евнухов. На этом посту он отправил православного епископа Константинополя Павла в ссылку в Фессалоники и поставил на его место арианина Македония (вероятно, это случилось в 344 году, но после 6 июля, когда последний известный предшественник Филиппа Флавий Домиций Леонтий ещё был префектом претория Востока). В 350 году по его приказу Павел был казнен в армянском городе Кукус. В 348 году Филипп провел инспекционную поездку в Вифинию. В 348 году он был удостоен консульства вместе с Флавием Салией.
В 351 году, когда Констанций был в походе против узурпатора Магненция, Филипп был отправлен в лагерь противника, чтобы официально вести переговоры о мире, но на самом деле, чтобы узнать готовность вооружённых сил противника. Филипп обратился к вражеской армии, обвиняя их в неблагодарности по отношению к династии Константина, а также предложил, чтобы Магненций покинул Италию и остался только в Галлии. Воины узурпатора стали колебаться, но Магненций восстановил их лояльность напомнив им, что они восстали против плохого правления Константа и отказался позволить Филиппу вернуться к Констанцию, поскольку тот злоупотребил своей ролью посла. Позже Магненций использовал имя Филиппа, чтобы переправить свою армию через Саву. Похоже, что Констанций с позором лишил Филиппа должности префекта претория до конца 351 года, а Филипп скончался, все ещё находясь под стражей Магненция в нищете вдали от своего дома и семьи. Впоследствии Констанций, по всей видимости, узнал правду и предпринял шаги, чтобы восстановить репутацию Филиппа, приказав установить позолоченные статуи в его честь во всех крупных городах.
Его сына звали Симплиций. Внуком Филиппа был префект претория Антемий. Таким образом, он был предком императора Западной Римской империи Прокопия Антемия.